# Solarpark Bhadla
Der Solarpark Bhadla ist mit Stand 2021 der größte Solarpark der Welt und erstreckt sich über eine Fläche von 56,66 km². Er befindet sich beim Dorf Bhadla im Distrikt Jodhpur des Bundesstaates Rajasthan im Nordwesten Indiens.
Der Solarpark hat eine installierte Leistung von 2245 MW. Bei einer Auktion von 500 MW installierter Leistung im Solarpark Bhadla im Dezember 2020 wurde mit 2,44 ₹ (Indische Rupie, umgerechnet etwa 0,03 €) pro Kilowattstunde das niedrigste Gebot für Solarstrom in Indien erzielt. Im September 2018 gab das Unternehmen Acme Solar bekannt, dass es mit 200 MW im Solarpark Bhadla den billigsten Solarstrom Indiens in Betrieb genommen hatte.

## Standort
Der Solarpark befindet sich in Bhadla, einem 45 km² großen trockenen Gebiet in Rajasthan. Es liegt etwa 200 km nördlich von Jodhpur und 320 km westlich von Jaipur, der Hauptstadt des Bundesstaates. Aufgrund des dort herrschenden Klimas wird die Region als „nahezu unbewohnbar“ beschrieben. Die üblichen Temperaturen schwanken zwischen 46 und 48 °C, wobei es häufig zu heißen Winden und Sandstürmen kommt. Die Region ist nur durch einige Dörfer besiedelt. Der nächste Ort mit städtischem Charakter ist Phalodi, der etwa 80 km entfernt im Tehsil liegt.
Die Globalstrahlung beträgt 2010 kWh/m2 pro Jahr.

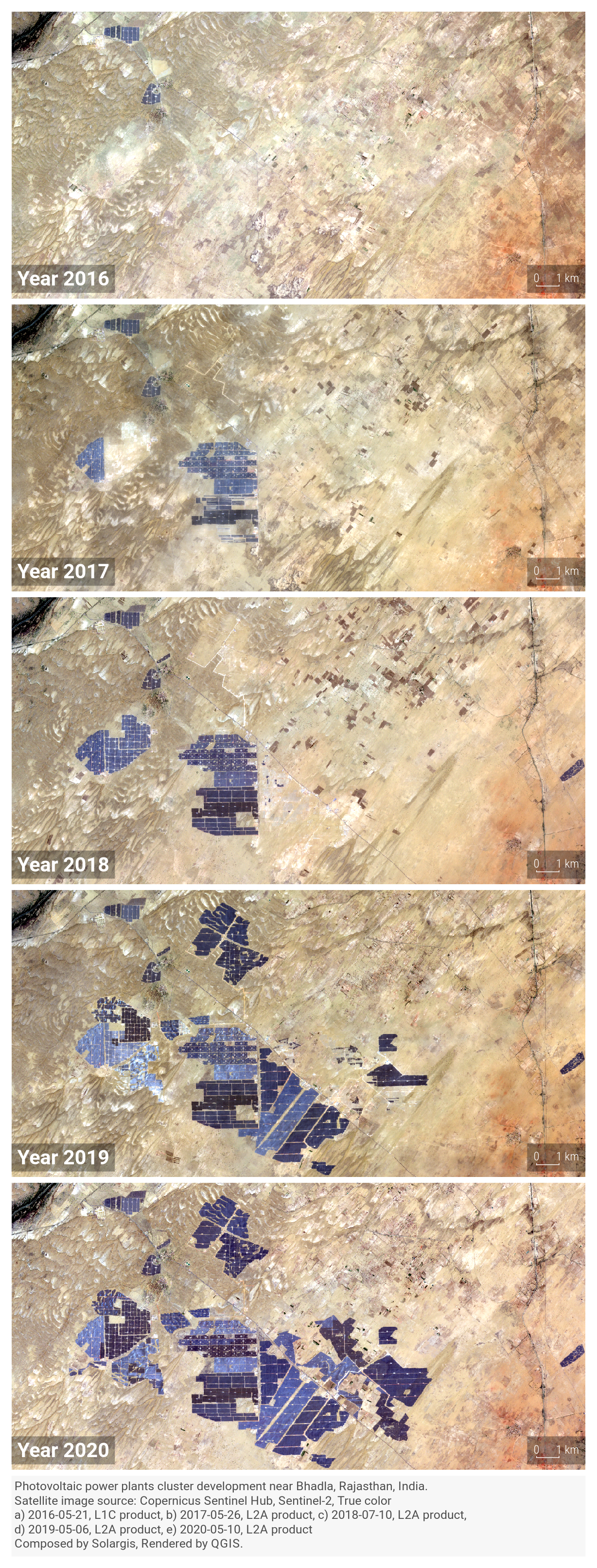
Entwicklung des Solarparks Bhadla dokumentiert auf Bildern der Satelliten Sentinel-2

## Auktionen

### Phase I
In der ersten Phase ersteigerte NTPC eine Ausschreibung von 420 MW, aufgeteilt in 6 Pakete zu je 70 MW. Das finnische Unternehmen Fortum gab mit 4.34 ₹/kWh (0,05 €/kWh) das niedrigste Gebot ab. Rising Sun Energy und Solairedirect gewannen beide zwei Pakete zu einem Preis von jeweils 4.35 ₹/kWh. Yarrow Infrastructure erhielt den Zuschlag für das verbleibende Paket mit einem Preis von 4.36 ₹/kWh.
Im Dezember 2016 unterzeichnete Solairedirect eine Vereinbarung mit Ecoppia, einem Entwickler von Reinigungslösungen für Solarmodule, um eine automatische Reinigungslösung für das Projekt bereitzustellen. Aufgrund der Lage in einer Wüstenregion treten häufig Sandstürme auf. Um das Projekt zu finanzieren, nahm Solairedirect im Februar 2017 einen Kredit von 6,75 Mrd. ₹ (etwa 77,4 Mio. €) bei der IDBI Bank auf.

### Phase II
Das indische Staatsunternehmen Solar Energy Corporation of India (SECI) versteigerte in der zweiten Phase ein Ausschreibungsvolumen von 250 MW, für das 27 Firmen Gebote abgaben.

### Phase III
In der dritten Phase versteigerte die SECI am 11. Mai 2017 ein Ausschreibungsvolumen von 500 MW. ACME erhielt den Zuschlag für 200 MW zu einem Preis von 2,44 ₹/kWh. SBG erhielt 300 MW für 2,45 ₹/kWh. Die 200-MW-Anlage von ACME wurde im September 2018 in Betrieb genommen.
Zudem versteigerte die SECI am 22. Dezember 2017 500 MW. Das Unternehmen Hero Future Energies bekam den Zuschlag für 300 MW und die Softbank für 200 MW.

### Phase IV
Am 9. Mai 2017 versteigerte die SECI in der vierten Phase eine Leistung von 250 MW.
Die südafrikanische Phelan Energy Group und Avaada Power erhielten den Zuschlag für 50 MW bzw. 100 MW. Ihre Gebote von 2,62 ₹/kWh (0,03 €/kWh) waren zu diesem Zeitpunkt die niedrigsten Vergütungen für ein Solarstromprojekt in Indien. Sie waren auch niedriger als der durchschnittliche Kohlestrompreis der NTPC von 3,20 ₹ (0,04 €) pro Kilowattstunde. SBG Cleantech, ein Konsortium aus Softbank Group, Airtel und Foxconn, erhielt den Zuschlag für die verbleibenden 100 MW Kapazität zu einer Vergütung von 2,63 ₹/kWh.
SECI hat die verbleibende 750 MW, davon 250 MW für Phase IV, bis zum Juni 2017 ausgeschrieben.

## Inbetriebnahme
Am 22. Februar 2017 gab die NTPC bekannt, dass der Park eine installierte Leistung von 115 MW in Betrieb genommen hat. Weitere 45 MW wurden am 8. März und 25 MW am 18. März in Betrieb genommen. Am 23. März gab die NTPC die Inbetriebnahme von 20 MW und am 25. März 2017 von 55 MW installierter Leistung im Park bekannt, womit sich die insgesamt in Betrieb genommene Leistung des Bhadla-Parks auf 260 MW belief. Im September 2018 waren 1365 MW in Betrieb genommen worden.
Nach der Inbetriebnahme der vollen Kapazität wurde der Park mit 2245 MW zum größten vollständig in Betrieb genommenen PV-Projekt der Welt, und die Investitionen stiegen auf 98,5 Mrd. ₹ (1,13 Mrd. €).

## Netzanbindung
Die Netzanbindung erfolgt über die Übertragungsnetzbetreiber Powergrid Corporation of India (PGCIL) und TRANSCO. PGCIL betreibt ein Umspannwerk für die Spannungsebenen 765 kV, 400 kV und 220 kV etwa 5 km südöstlich des Solarparks. TRANSCO betreibt ein Umspannwerk für 400 kV, 220 kV und 132 kV im Westen des Parks.
Die Netzanbindung der einzelnen Teile des Solarkraftwerks erfolgt über mehrere 132- und 220-kV-Leitungen.